# محمد باروت
محمد باروت (انگلیسی: Mohammed Barot؛ زادهٔ ۷ ژوئن ۱۹۸۷) یک بازیکن فوتبال است.